# 芹蒢紅樹林
芹蒢紅樹林是越南湄公河三角洲的河口紅樹林，是越南重要的野生動物保護區。

## 地理位置
芹蒢紅樹林位於胡志明市東南門戶的同奈河-西貢河水系下游。距胡志明市中心約60公里，在同奈省、前江省、隆安省，巴地-頭頓省交界處，總面積75,740公頃，其中核心區4,721公頃，緩衝區41,139公頃，過渡區29,880公頃。

## 生態
紅樹林從同奈河接收大量沖積物，再加上潮汐的影響，這裡的生物種群非常豐富。有高等植物220種，155屬，60科；水生無脊椎動物700多種，魚類130多種，兩棲動物9種，爬行動物31種，哺乳動物4種，鳥類有17目47科130種，其中有51種水禽和79種非水禽。2000年1月，芹椰红树林被联合国教科文组织列入世界生物圈保护区名录。

## 開發
红树林和芹耶燕屋观光线路是胡志明市最新的旅游产品，游客可以参观燕屋、燕窝加工厂和品尝燕窝制品。但由于城市基础设施和社会经济的过热发展，该生物圈的保护与发展工作正面临种种困难，胡志明市的“向东发展政策”使城區向紅樹林不斷擴展，对红树林的发展造成消极影响。

## 圖集

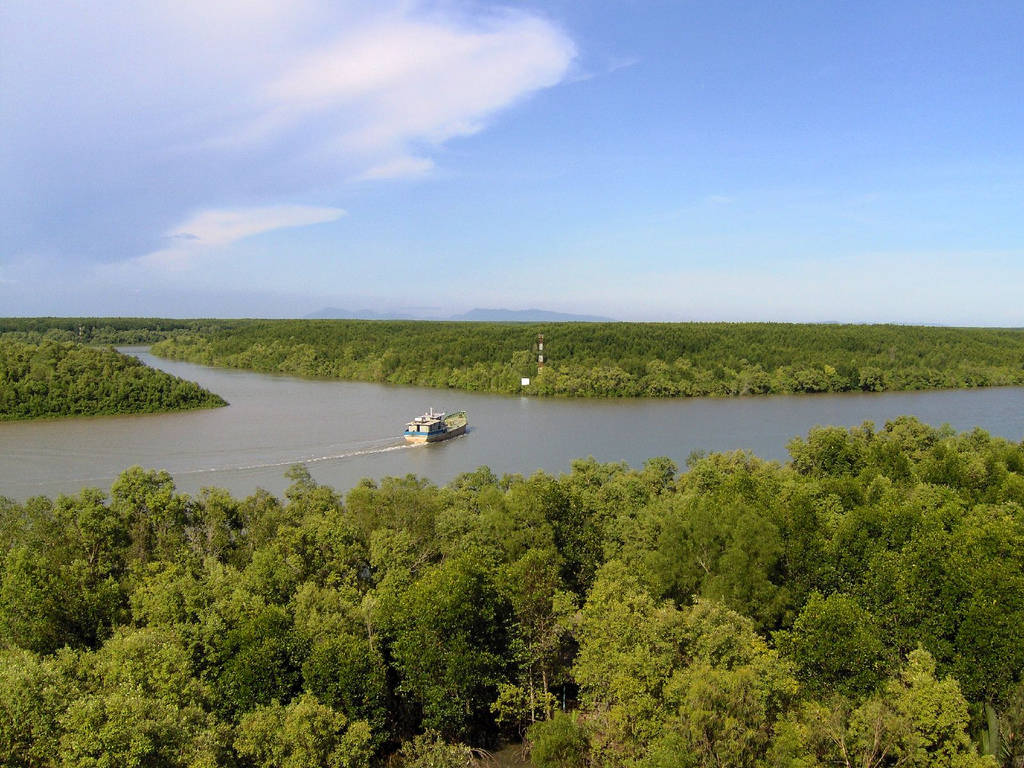
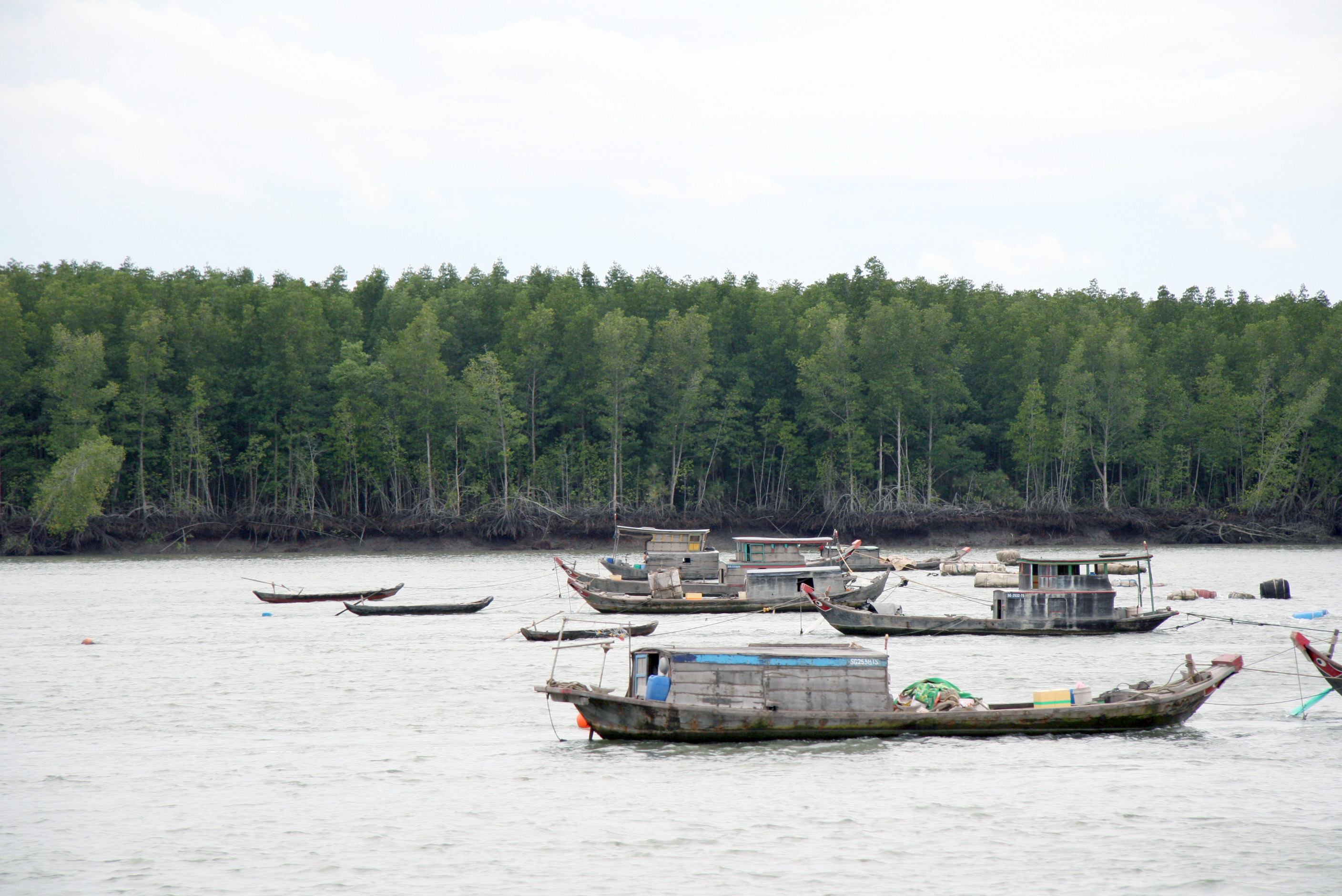
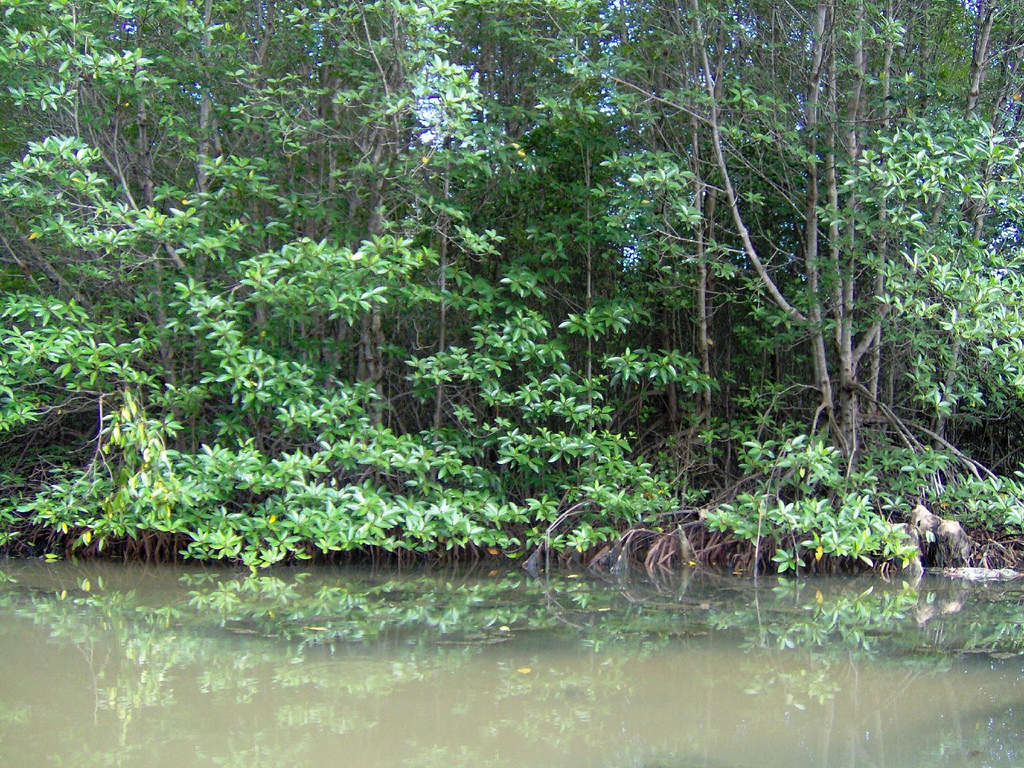
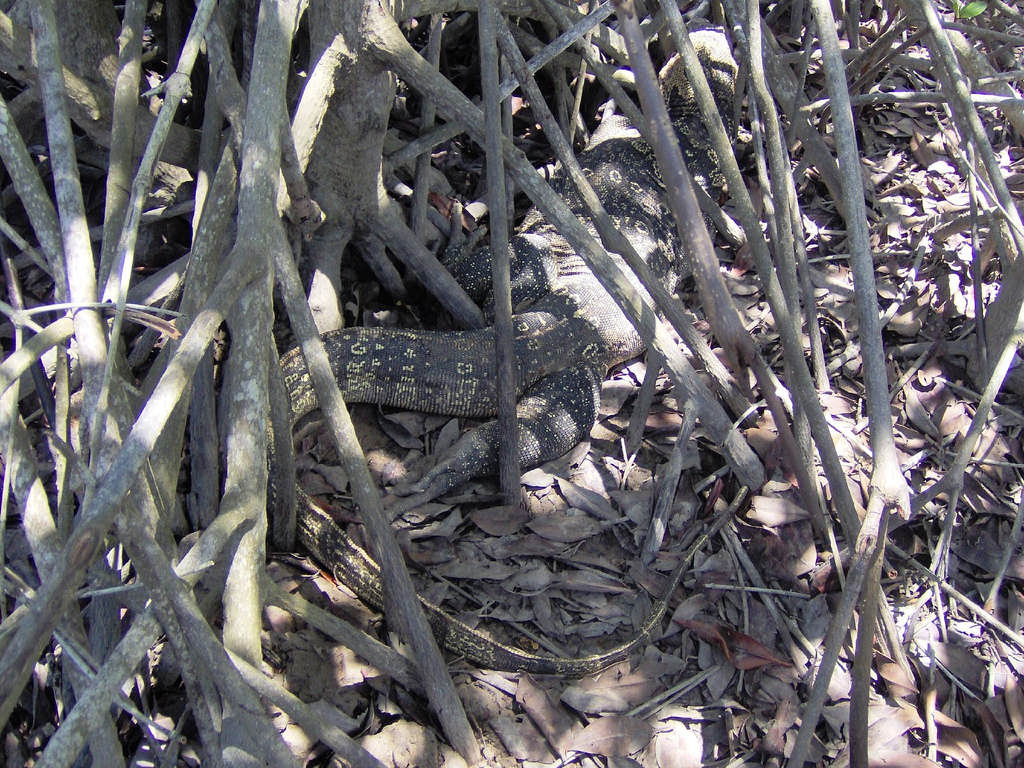
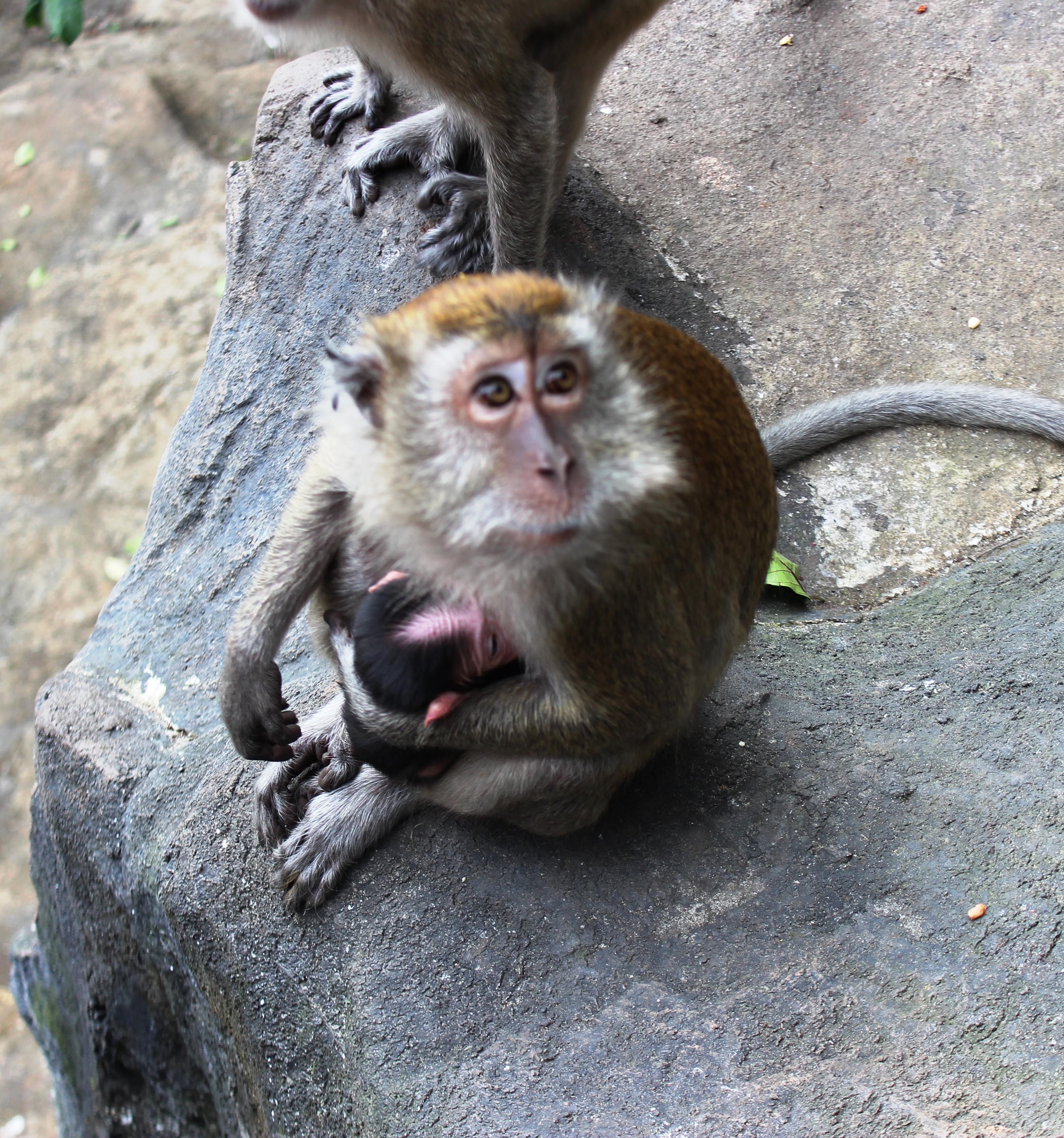
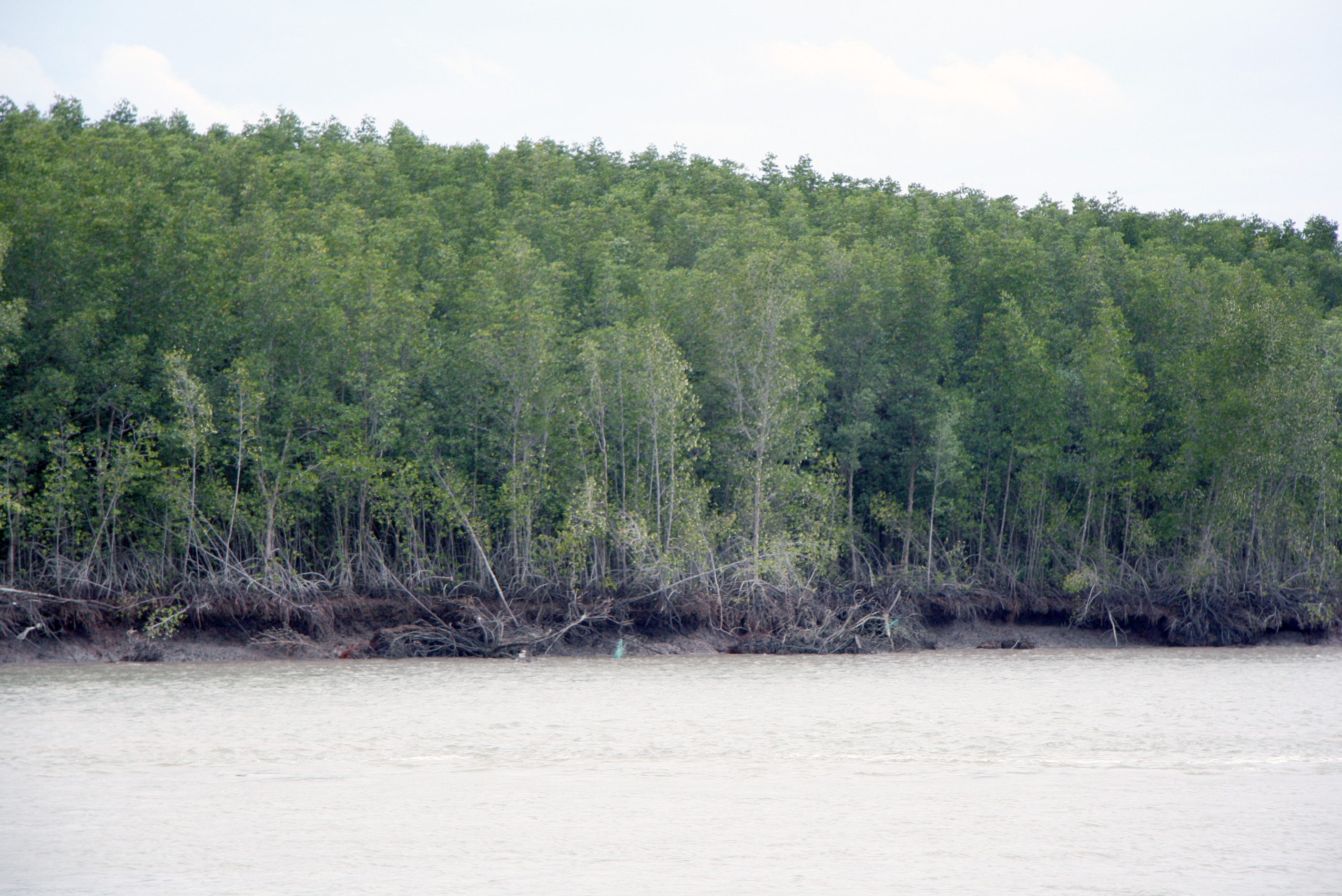
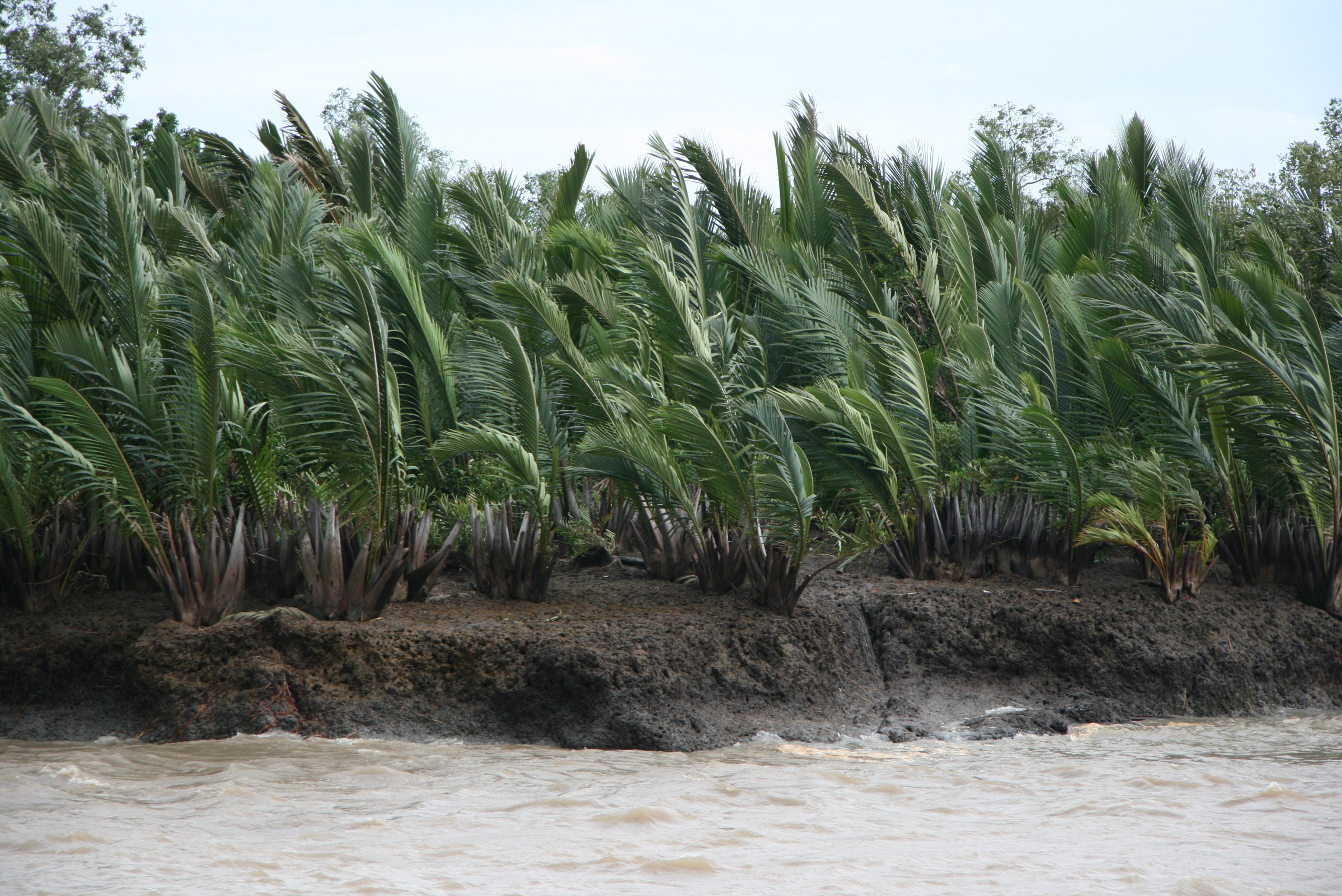
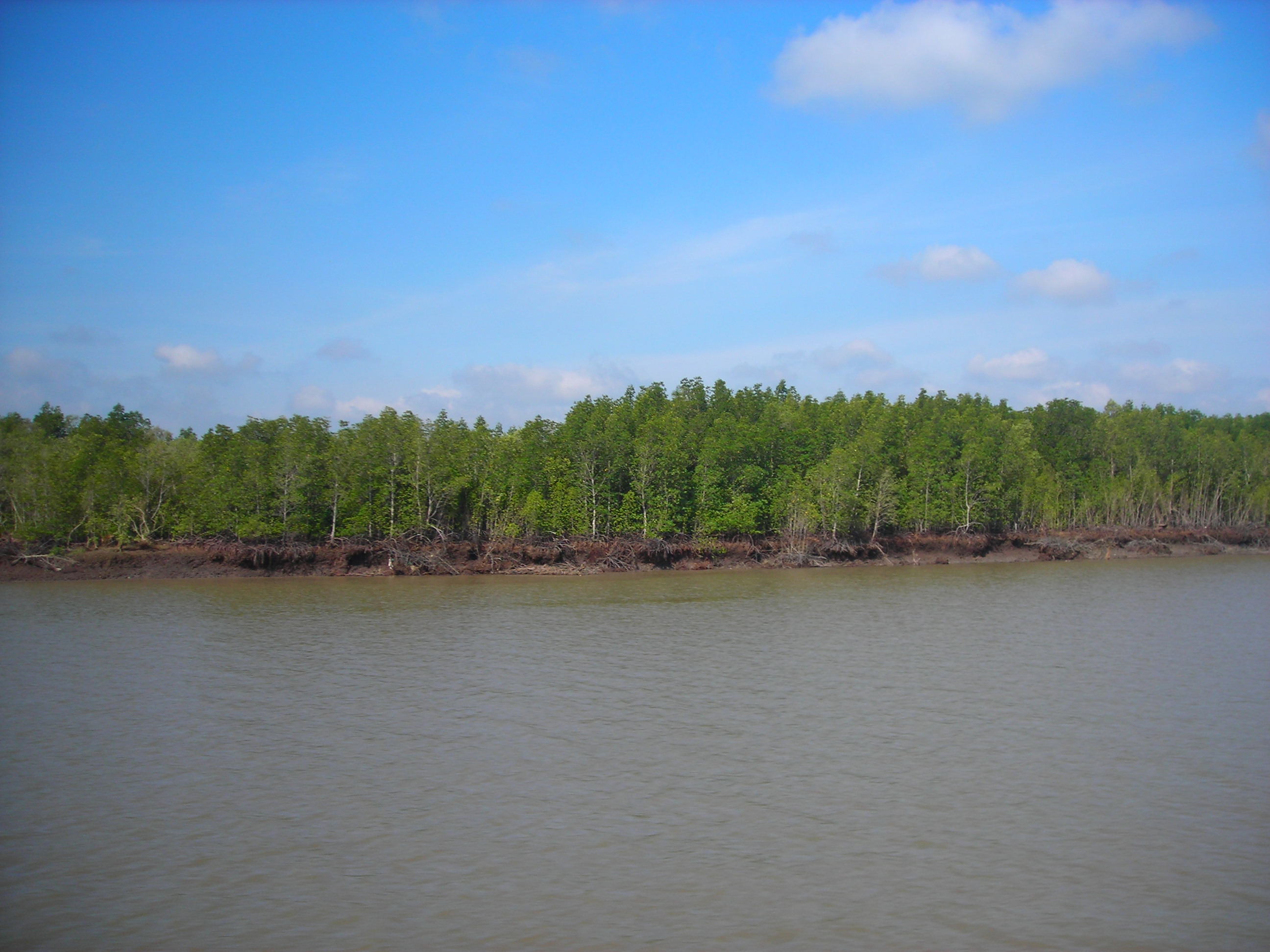